# Bohnensuppe

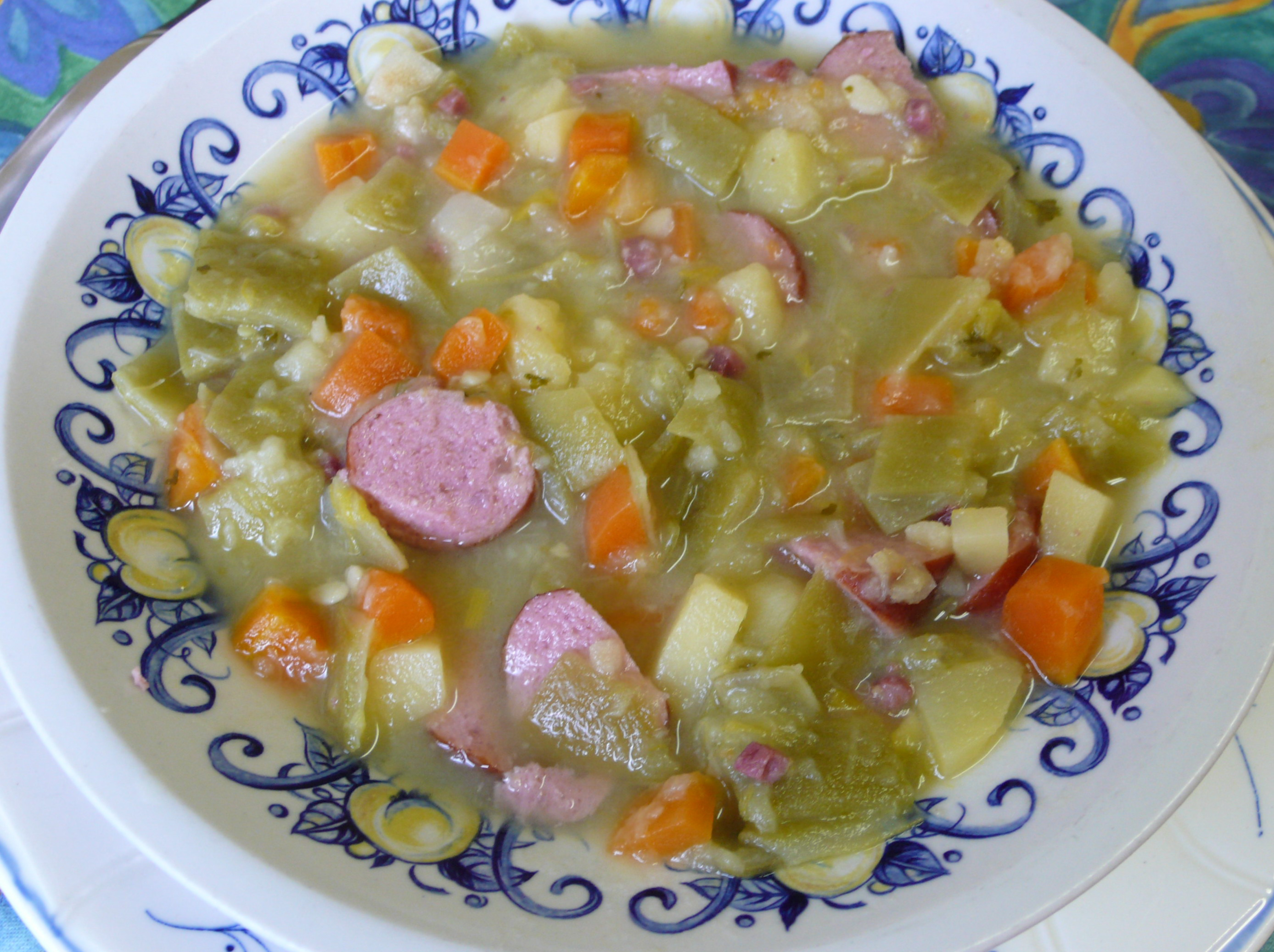
Luxemburgische Bouneschlupp aus grünen Bohnen

Bohnensuppe und Bohneneintopf sind Speisen, deren Hauptbestandteil in einer Brühe gekochte Bohnen sind. Dabei können sowohl die Arten der Bohnen (meist Formen der Gartenbohne), die Zubereitungen und die weiteren Zutaten stark variieren. Bohnensuppen sind international verbreitet und Bestandteil sowohl typischer regionaler wie nationaler Küchen. Klassische Bohnensuppen und -eintöpfe können sowohl eine Fleisch- oder Wursteinlage haben als auch vegetarisch sein.

## Zubereitung und Varianten
Allen Bohnensuppen und -eintöpfen ist gemeinsam, dass in ihnen ganze und geschnittene Bohnen oder Bohnensamen mit anderen Zutaten wie Kartoffeln, anderen Hülsenfrüchten, Teigwaren wie Nudeln, Reis sowie Suppengemüse aus Sellerie und Porree, in einer Brühe gekocht werden. Die Brühe kann sowohl eine Fleischbrühe oder eine Gemüsebrühe sein. Prinzipiell lassen sich dabei zwei Typen unterscheiden: zum einen die Bohnensuppe nach Art einer Gemüsesuppe, bei der vor allem grüne Bohnen benutzt werden, und zum anderen Bohnensuppe analog zu anderen Suppen aus Hülsenfrüchten wie Erbsensuppen oder Linsensuppen, bei der vor allem Bohnensamen der Gartenbohne oder der Ackerbohne verwendet werden.
Je nach Art der Suppe wird Fleisch oder Wurst, in Deutschland häufig geräucherte Mettwurst oder Brühwurst, Speck oder Rindfleisch als Einlage hinzugegeben. Als Würzung werden in der Regel Speisesalz und Pfeffer genutzt, hinzu kommen regionaltypische Kräuter und Gewürze wie Liebstöckel, Kerbel, Koriander und Petersilie sowie Ingwer, Paprika, Curry, Chili, Minze und andere Gewürze.
Säuerliche Zutaten würden das Eiweiß binden und damit verhindern, dass die Bohnen weich werden. Nachdem die Bohnen für die Suppe weich gekocht sind, können auch Tomaten und weitere Zutaten zugegeben werden.
Schließlich kann die Suppe entweder brühig mit ganzen Bohnen- und Gemüsestücken in der Brühe, oder angedickt mit Kartoffeln, mit ganzen Bohnen oder Bohnensamen oder auch püriert serviert werden.
Zu den typischen Bohnensuppen gehört die in Deutschland und anderen Regionen Europas verbreitete klassische Bohnensuppe aus ganzen oder geschnittenen (geschnippelten) grünen Bohnen, die Serbische Bohnensuppe, die italienische Favata aus weißen Bohnen mit Fenchel und grober Salsiccia oder die deftige spanische Fabada. Klassische deutsche Bohnensuppen werden mit weißen Bohnen oder mit grünen Bohnen (Stangenbohnen) zubereitet.
Die im Rheinland übliche Schnibbelbunnezupp etwa ist eine Suppe aus Stangenbohnen, die in Streifen geschnitten („Schnibbelbohnen“) und danach mit Kartoffeln und bzw. nur mit durchwachsenem Speck gekocht werden. Im Ruhrgebiet und anderen Teilen Westfalens ist es eher üblich, die Bohnen in Stücke zu schneiden, statt sie zu „schnibbeln“.
Pürierte Bohnensuppen sind etwa die Türkische Bohnensuppe aus weißen Bohnen, Reis, Zwiebeln und Zitronensaft, die Ungarische Bohnensuppe aus weißen Bohnen mit Speck, Paprika und saurer Sahne oder die Bohnensuppe Victoria aus in Hühnerbrühe gekochten weißen Bohnen mit Ei und Sahne sowie Hühnerfleisch und Geflügelklößchen.

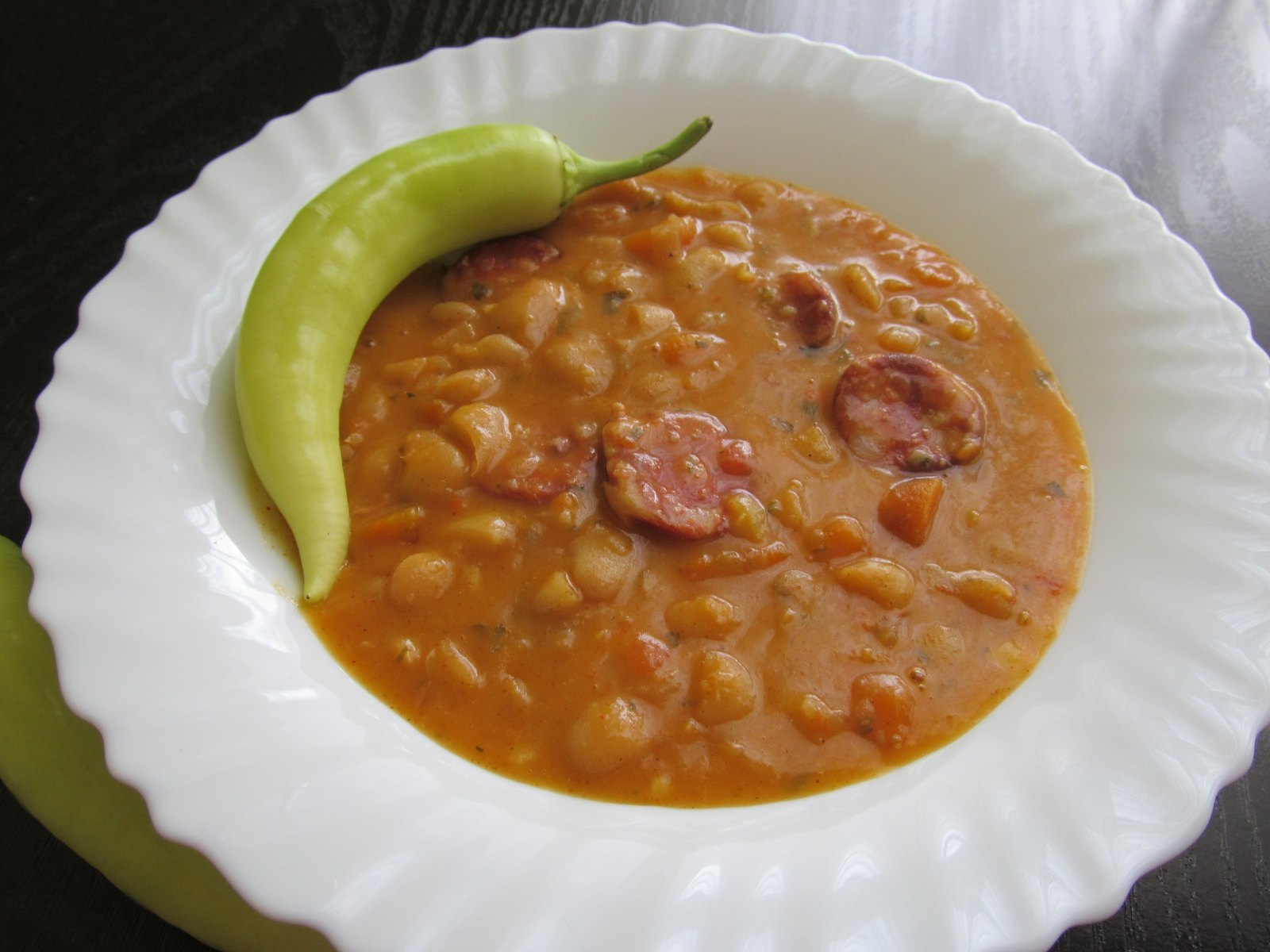
Serbische Bohnensuppe (Pasulj)
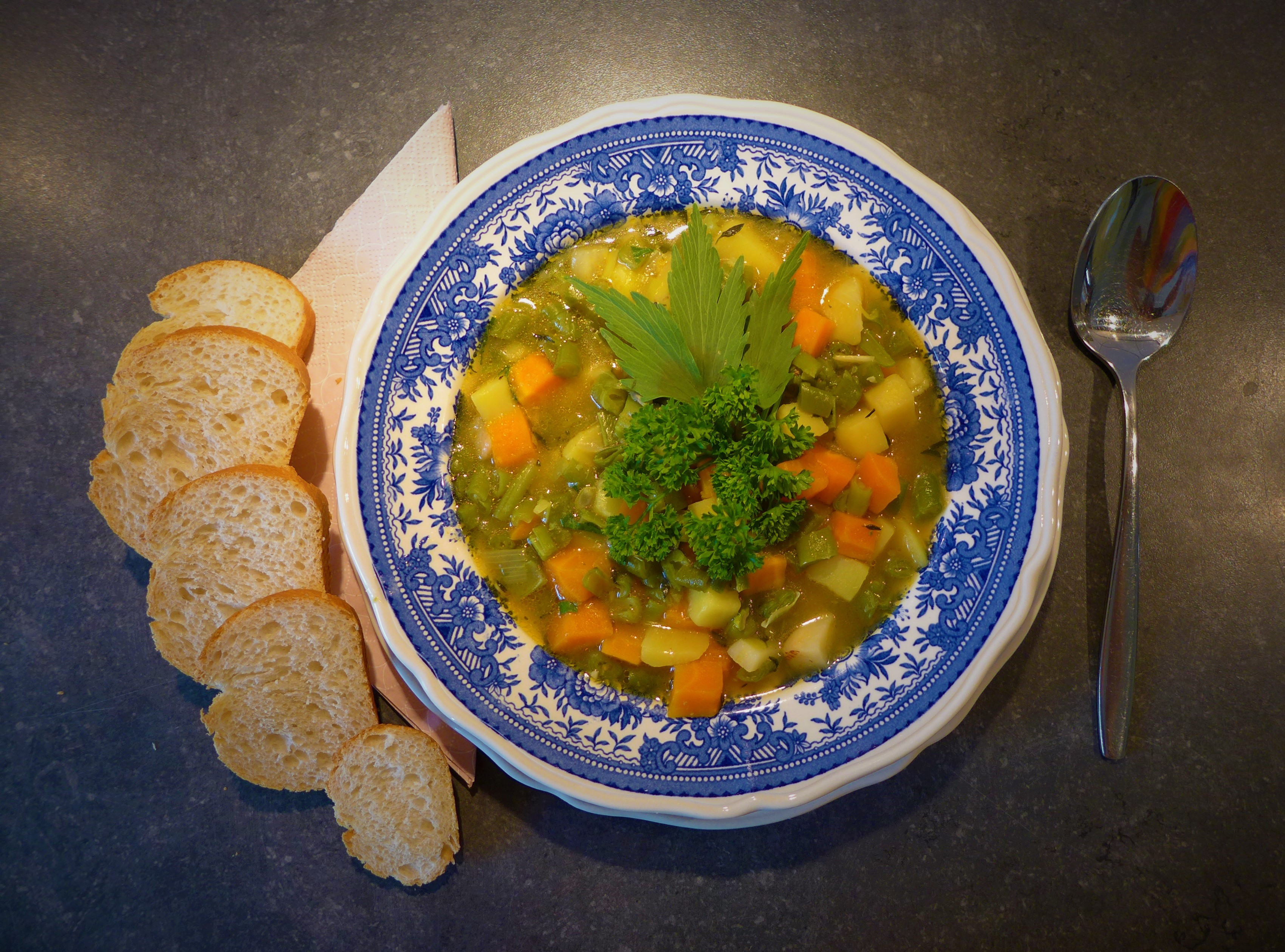
Saarländische Bohnesauf/Bippelches Bohnesupp
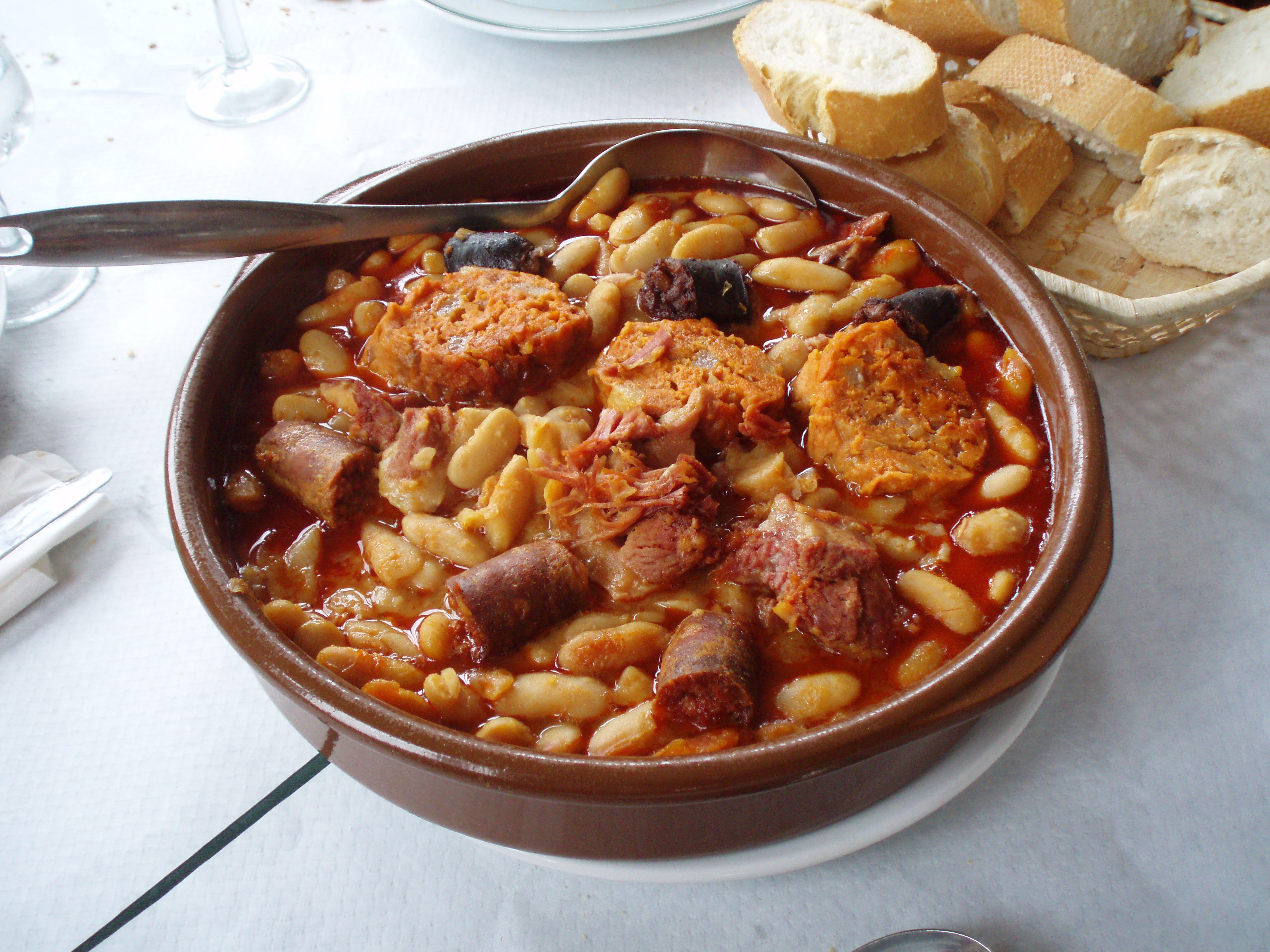
Spanische Fabada
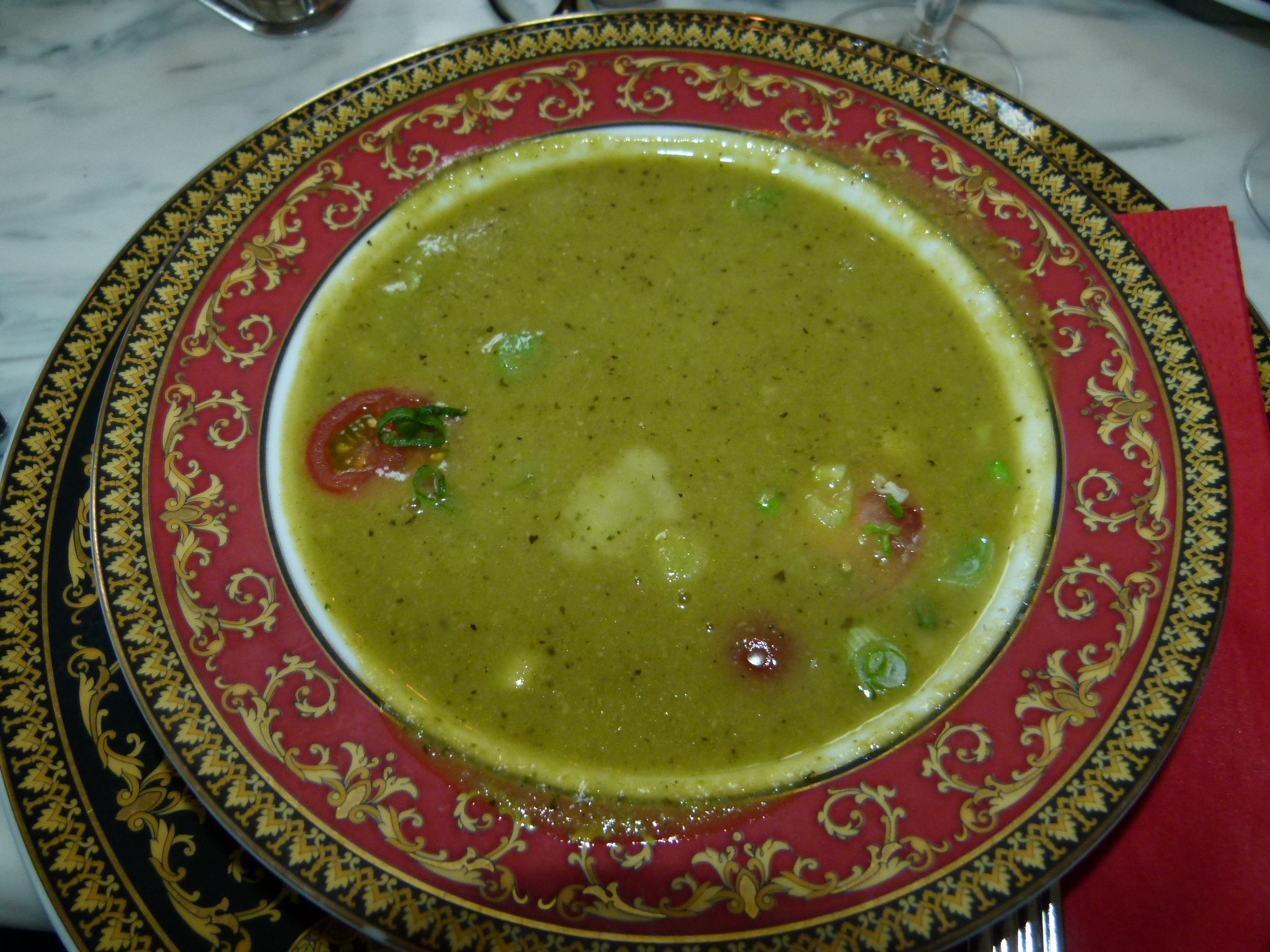
Grüne Bohnencremesuppe
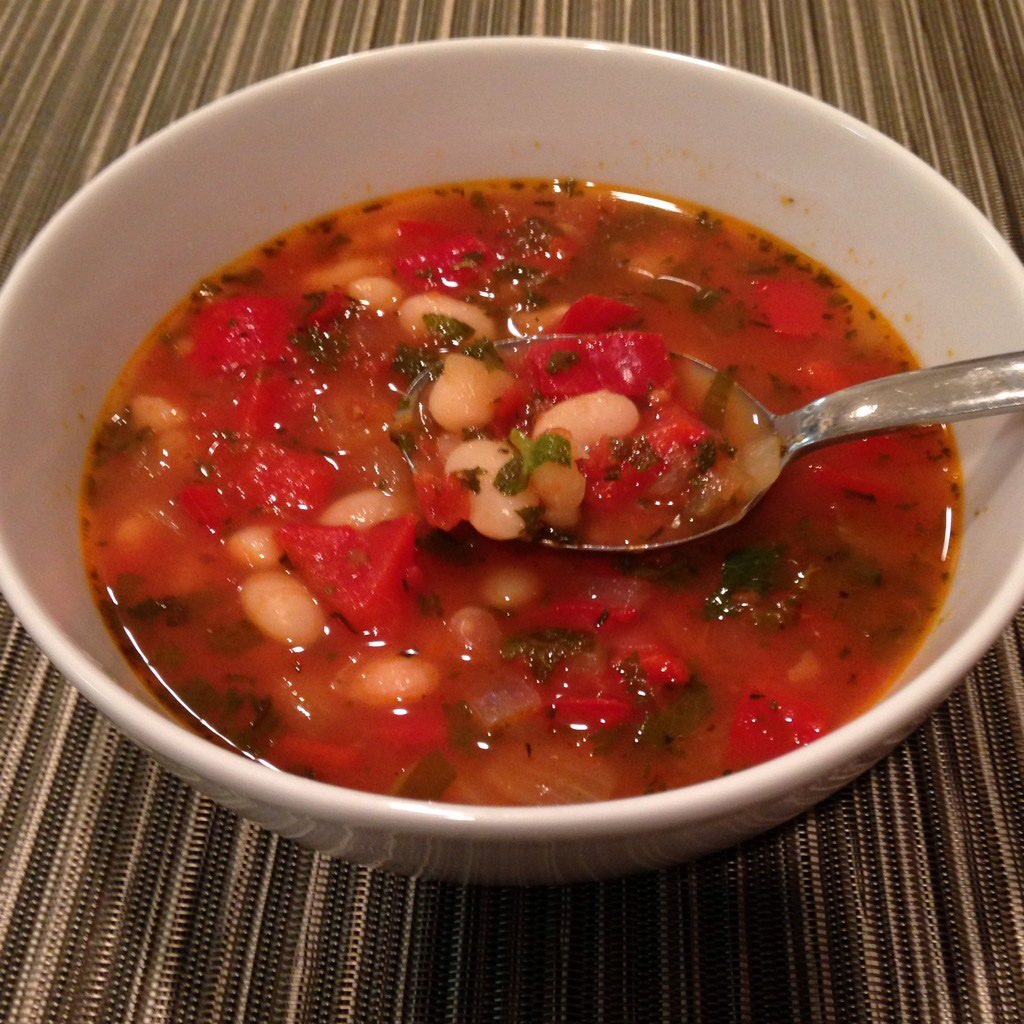
Bob chorba, bulgarische Bohnensuppe mit Tomaten und roten Paprika
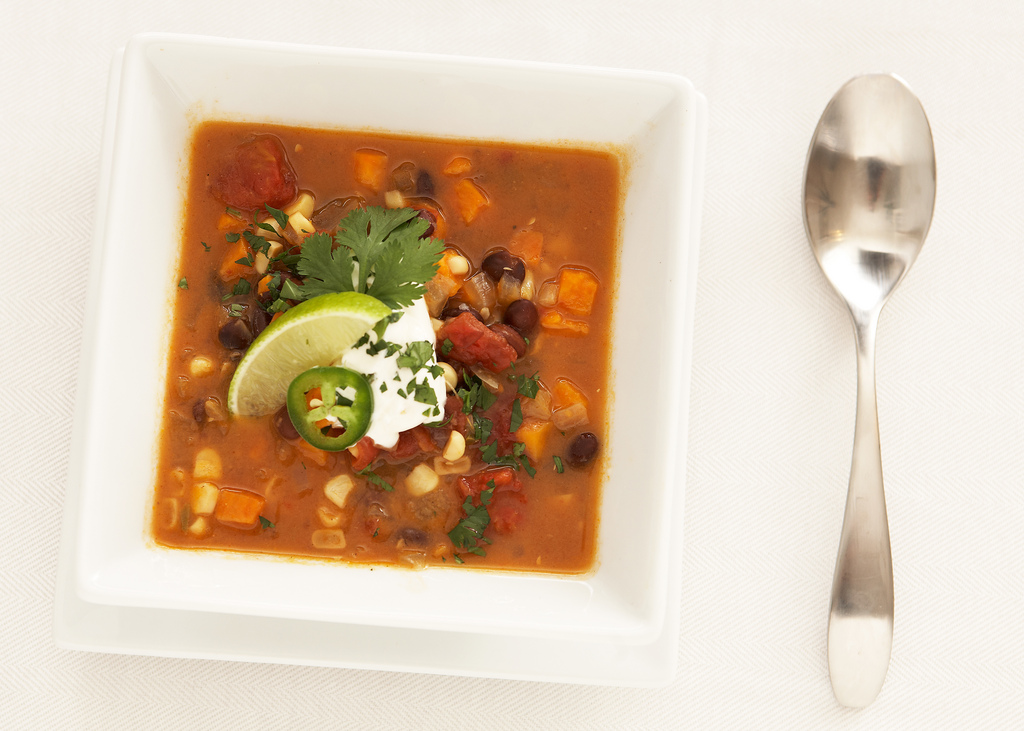
Bohnen-Süßkartoffelsuppe aus schwarzen Bohnen und Süßkartoffeln

## Geschichte
Für Bohnensuppe gibt es schriftliche Zeugnisse, die bis Anfang des 15. Jahrhunderts nachweisbar sind. Um 1430 hinterließ der deutsche Koch Johannes Bockenheim in Latein ein Rezept mit Bohnen, Zwiebeln, Wein, Olivenöl und Safran, das er für Diener, Kleriker und Religiöse empfahl.
Ein new Kochbuch empfiehlt 1581 in eine pürierte Suppe aus grünen Bohnen ganze Bohnen als Einlage zu geben, „daß man sihet daß ein Bonensuppen ist“.

## Belege
1. ↑  „Favata.“ In: Franco Benussi, Reinhardt Hess, Sabine Sälzer: Die echte italienische Küche, Gräfe & Unzer, München 1990 (Lizenzausgabe Deutscher Bücherbund 09818/6); S. 185.
2. 1 2  „Bohneneintopf.“ In: Barbara Otzen, Hans Otzen: Rheinische Küche. Edition Lempertz, Königswinter 2011; S. 83. ISBN 978-3-941557-58-1.
3. ↑  Kölner Küche. garant Verlag, Renningen 2014, ISBN 978-3-86766-599-5.
4. ↑  „Bohnensuppe“ In: Alte Ruhrgebietsküche. Tandem Verlag, Köln 2014, S. 42–43. ISBN 978-3-8313-2475-0.
5. 1 2 3  „Bohnensuppe.“ In: F. Jürgen Herrmann (Hrsg.): Herings Lexikon der Küche. Fachbuchverlag Pfanneberg, Haan-Gruiten 2012 (Lizenzausgabe Nikol, Hamburg 2016); S. 118. ISBN 978-3-86820-344-8.
6. ↑  Das  Registrum Coquine  des Johannes von Bockenheim im Ms. Latin 7054 der Bibliothèque Nationale de France. In: uni-giessen. Robert Maier, 2013, abgerufen am 4. August 2018.
7. ↑  Ken Albala: Beans: A History. Bloomsbury Publishing, 2017, ISBN 978-1-350-02613-1, S. 43 (google.de [abgerufen am 4. August 2018]).
8. ↑  Ein new Kochbuch, Das ist Ein grundtliche beschreibung wie man recht vnd wol, nicht allein von vierfüssigen, heymischen vnd wilden Thieren, sondern auch von mancherley Vögel vnd Federwildpret, ... In verlegung M. Marx Rumpolts, Churf. Meintz. Mundtkochs, vnd Sigmundt Feyerabendts, 1581 (google.de [abgerufen am 4. August 2018]).